# 더 워너비 - 존 고티
더 워너비 - 존 고티(The Wannabe)는 미국에서 제작된 닉 샌도우 감독의 2015년 범죄, 드라마, 미스터리, 스릴러 영화이다. 빈센트 피아자 등이 주연으로 출연하였다.

## 출연

### 주연
- 빈센트 피아자
- 패트리샤 아퀘트
- 마이클 임페리올리

### 조연
- 닉 샌도우
- 데이비드 제이어스
- 도메닉 롬바르도지
- 마이크 스타
- 더그 E. 더그
- 래리 유덴
- 스테파니 버토니
- 애드리아나 드미오
- 빈센조 아마토
- 슬레인
- 조셉 시라보
- 엔젤라 자누
- 닐 허프
- 다니엘 사울리